# 구라모토 고지
구라모토 고지(일본어: 蔵本 孝二, 1951년 8월 14일~)는 일본의 전직 유도 선수로 1976년 하계 올림픽 하프미들급 은메달을 획득했다. 